# Neobisium corcyraeum
Neobisium corcyraeum es una especie de arácnido del orden Pseudoscorpionida de la familia Neobisiidae.

## Distribución geográfica
Se encuentra en el este de Europa.